# Superkapazität

Schaltung zur Realisierung einer Superkapazität D. Rechts das Schaltsymbol

Eine Superkapazität ist eine elementare elektronische Schaltung, welche eine Form von Impedanzkonverter darstellt. Die Anwendung liegt im Bereich von analogen Tiefpassfiltern. Die Schaltung wurde 1969 von L.T. Bruton im Rahmen der Bruton-Transformation (FDNR-Technik) vorgestellt. Bei dieser Transformation werden frequenzunabhängige ohmsche Widerstände zu linear frequenzabhängigen Kondensatoren und Kondensatoren zu Superkapazitäten, deren rein reelle Impedanz quadratisch von der Frequenz abhängt.
Die Schaltung besteht aus zwei Operationsverstärkern, zwei Kondensatoren und drei ohmschen Widerständen die den konkreten Wert der Superkapazität bestimmen. Zur vereinfachten Darstellung wird in Schaltplänen meist ein spezielles Symbol mit der Bezeichnung D verwendet, wie in nebenstehender Abbildung dargestellt.
Der Wert der reellen Impedanz an den Anschlüssen 1 und 2 einer Superkapazität ist:
{\displaystyle Z_{D}={\frac {-1}{\omega ^{2}\cdot D}}}
mit den Wert und Dimension für D, welcher durch die passiven Bauelemente der Schaltung festgelegt wird zu:
{\displaystyle D=R_{1}\cdot C_{1}\cdot C_{2}}
{\displaystyle \left[D\right]={\frac {As^{2}}{V}}}
Die beiden Widerstände mit der Bezeichnung R besitzen keinen Einfluss auf den Wert von D, sie müssen allerdings gleiche Werte aufweisen. In praktischen Filterschaltung werden meist alle drei Widerstände mit gleichem Wert gewählt.